# Ashmeadiella inyoensis
Ashmeadiella inyoensis là một loài Hymenoptera trong họ Megachilidae. Loài này được Michener mô tả khoa học năm 1939.